# Peio Arreitunandia
Peio Quintero Arreitunandia, conhecido como Peio Arreitunandia é um exciclista profissional nascido a 24 de julho de 1974 na localidade pontevedresa de Carbia (Espanha).
A sua estreia como profissional foi na temporada de 1999 com a equipa Euskaltel-Euskadi, dado que faz parte da do ciclismo basco, sendo residente desde a sua juventude na localidade guipuzcoana de Mutriku.

## Palmarés
2001
- Volta a Palencia (amador) e 3 etapas.

2003
- 1 etapa da Volta a Portugal

2005
- 1 etapa da Volta a Múrcia
- 1 etapa da Euskal Bizikleta

## Resultados em Grandes Voltas e Campeonato do Mundo
Durante a sua carreira desportiva tem conseguido os seguintes postos nas Grandes Voltas e nos Campeonatos do Mundo em estrada:
| Carreira           | 1999 | 2000 | 2001 | 2002 | 2003 | 2004 | 2005 | 2006 | 2007 |
| ------------------ | ---- | ---- | ---- | ---- | ---- | ---- | ---- | ---- | ---- |
| Giro d'Italia      | -    | -    | -    | -    | -    | -    | -    | -    | -    |
| Tour de France     | -    | -    | -    | -    | -    | -    | -    | -    | -    |
| Volta a Espanha    | -    | -    | -    | -    | -    | Ab.  | -    | -    | -    |
| Mundial em Estrada | -    | -    | -    | -    | -    | -    | -    | -    | -    |

-: Não participa

Ab.: Abandono

## Equipas
- Euskaltel-Euskadi (1999-2000)
- Cantanhede (2001)
- Carvalhelhos-Boavista (2002-2003)
- Cafés Baqué (2004)
- Barloworld (2005-2007)